# Riols
Riols är en kommun i departementet Hérault i regionen Occitanien i södra Frankrike. Kommunen ligger i kantonen Saint-Pons-de-Thomières som tillhör arrondissementet Béziers. År 2022 hade Riols 714 invånare.

## Befolkningsutveckling
Antalet invånare i kommunen Riols
Referens:INSEE